# Saison 1 de Robin des Bois (série télévisée, 2006)
Pour les articles homonymes, voir Saison 1 de Robin des Bois.
 (septembre 2024).
Cette page regroupe les épisodes de la première saison de la série télévisée britannique Robin des Bois.

## Synopsis
La série commence par le retour de Robin et de son ancien serviteur Much, devenu un homme libre, en Angleterre après un long séjour en Terre Sainte, et rentrant à Locksley, il se désole des conditions de vie de ses gens, dont Dan Scarlett, un de ses vieux amis, dont les deux fils (l'un d'eux est Will Scarlett) se verront dénoncés par d'autres villageois intimidés par les fréquentes visites incessantes du Shérif de Nottingham et de Guy de Gisbourne. Ils seront tous deux enfermés puis sauvés ainsi qu'Allan A Dale, qui s'était fait passer pour un villageois vivant à Locksley. Après de multiples péripéties (dont sa rencontre avec Marianne), Robin, qui s'est définitivement mis le Shérif et Gisbourne à dos, va retourner dans la foret où il rencontre des hommes menés par un dénommé Petit Jean... c'est le début des véritables aventures de Robin des Bois.
Dans l'épisode 4, Roy, un des hommes de Robin, qui est à présent le chef de la bande des hors-la-loi, est contraint par le Shérif de choisir entre la vie de sa mère et celle de Robin des Bois. Roy fait son choix, et trahit un temps Robin, puis finit par tout lui raconte et obtient son pardon, il meurt cependant à la fin de l'épisode, tué par les soldats du Shérif après un rude combat.
Mais la perte de ce membre de la bande est en fait un prélude à l'arrivée d'un nouveau, Djaq, un garçon sarrasin qui fait les frais, dans l'épisode 5, du trafic d'êtres humains toujours actif, et qui sera libéré par Robin puis sauvera Petit Jean, il s'avérera ensuite que Djaq est en réalité une fille et c'est lors de cette révélation qu'elle rejoint la bande.
La suite de la saison conservera la bande telle qu'elle est, et les épisodes suivants se ressembleront tous plus ou moins, avec en parallèles des scènes toujours assez cocasses comme les fréquentes crises du Shérif qui passe sa colère sur Gisbourne, lequel est amoureux de Marianne, qui elle repousse plusieurs fois ses avances car lui préférant Robin bien qu'elle refuse de l'avouer et ce en le repoussant lui aussi. Elle sera malheureusement obligée d'accepter sa demande en mariage, et ce à cause de la protection qu'il pourrait lui offrir, lui servant de bouclier contre la suspicion du Shérif à son égard, suspicion justifiée car Marianne, à plusieurs reprises, endosse en réalité le masque du veilleur de nuit, sorte de second Robin des Bois lui aussi aimé du peuple, double vie que Robin lui-même ne tardera pas à découvrir, sans pour autant, la désapprouver.
La fin de la saison est marquée par un double épisode, durant lequel Marianne, après un combat contre Gisbourne, qui traque le veilleur de nuit avec autant d'acharnement que Robin des Bois sans bien sûr savoir la vérité, combat durant lequel il blessera Marianne qui ne s'en rendra compte que dans la foret après que Robin et sa bande l'ont sauvé. Robin, durant ce double épisode, essayait alors de prouver la culpabilité de Gisbourne dans une tentative d'assassinat perpétrée en Terre Sainte contre le roi Richard, tentant de trouver le médecin qui s'occupait soi-disant de Messire Guy en Angleterre durant sa "convalescence" alors que celui-ci était en Terre Sainte. Il y parviendra, et le médecin sera un temps disposé à parler, puis lors de la suite des évènements, Djaq, qui tente tant bien que mal de sauver Marianne n'y parvient pas et Robin a dans l'idée d'appeler le médecin, lequel le trahira et préviendra le Shérif, puis tuera apparemment Marianne, alors que le Shérif est tout près de la bande, c'est la fin de la première partie...
Lorsque commence la seconde, Robin, plein de rage, sort avec ses hommes et mène un combat héroïque puis parvient à mettre en déroute toute la troupe de soldats ainsi que le Shérif et Gisbourne. Il retourne alors dans la grotte où se trouve Marianne et la pleure avec ses amis, quand Allan s'aperçoit qu'elle respire. Djaq révèle alors que le médecin à présent mort, lui avait donné de la ciguë, poison auquel elle a résisté, mais en étant cependant scientifiquement morte de manière temporaire. La suite de l'épisode, marquant la fin de la saison, voit arriver le mariage inévitable, le médecin étant mort, de Marianne et de Gisbourne.